# Sandro Botticelli
Sandro Botticelli, född Alessandro di Mariano di Vanni Filipepi den 1 mars 1445 i Florens, Italien, död 17 maj 1510 i Florens, var en italiensk målare verksam under ungrenässansen (Quattrocento).

## Biografi
Botticelli var son till en garvare i Florens. Han gick först i guldsmedslära men övergick senare i målarlära hos Filippo Lippi och påverkades framför allt av Antonio del Pollaiuolo och Andrea del Verrocchio, och han tros en tid ha arbetat i den senares ateljé. Botticellis talang upptäcktes tidigt och 1472 valdes han in i stadens Lukasgille. På 1470-talet började han arbeta för familjen Medici och målade bland annat porträtt av Giuliano di Piero de' Medici. I hans Konungarnas tillbedjan som idag finns i Uffizierna i Florens, har flera av släktens medlemmar inlemmats. Senare kom han att influeras av Domenico Ghirlandaio och Perugino. Botticelli fick även avgörande impulser från humanistkretsen kring den florentinske statsmannen Lorenzo de' Medici.
I början av 1480-talet vistades han i Rom, dit han kallats av påven Sixtus IV och utförde tre stora fresker i Sixtinska kapellet. Vid slutet av århundradet var han tillräckligt förmögen för att kunna driva en stor verkstad, men på grund av den revolution inom måleriet som Leonardo da Vinci och Michelangelo åstadkom, samt hans egen dåliga hälsa på äldre dagar, verkar hans popularitet ha sjunkit. Han förfalskades ofta efter sin död men imiterades sällan.
På 1490-talet drabbades Florens av en stark väckelse ledd av Girolamo Savonarola. Botticelli blev anhängare till Savonarola och kastade flera av sina mytologiska verk på fåfängligheternas bål i Florens. Efter denna tid blev hans konst ensidigt religiös. Av hans verk från denna tid märks Kristi begråtande i Alte Pinakothek i München. Botticelli utförde även på 1490-talet ett antal fantasifulla teckningar till Dantes Divina Commedia..

## Eftermäle
Nedslagskratern Botticelli på planeten Merkurius är uppkallad efter honom.

## Målningar
Se även alfabetisk lista över ett urval målningar.
Botticellis mest berömda målningar med scener ur mytologins värld är Venus födelse, Våren, Pallas och kentauren samt Venus och Mars. Tankeväckande men rofyllda har de färgat uppfattningen om antiken ända sedan de utfördes. Tillsammans med madonnorna och stora, omfattande arbeten som till exempel Konungarnas tillbedjan, utgör de Botticellis mest karakteristiska konstverk.
Målningen Venus födelse skildrar hur Venus förs i land på ön Kythera på ett snäckskal av västanvinden Zefyros, beledsagad av växtlighetsgudinnan Chloris, medan jordnymfen Pomona möter henne på stranden med en blomsterdekorerad mantel.

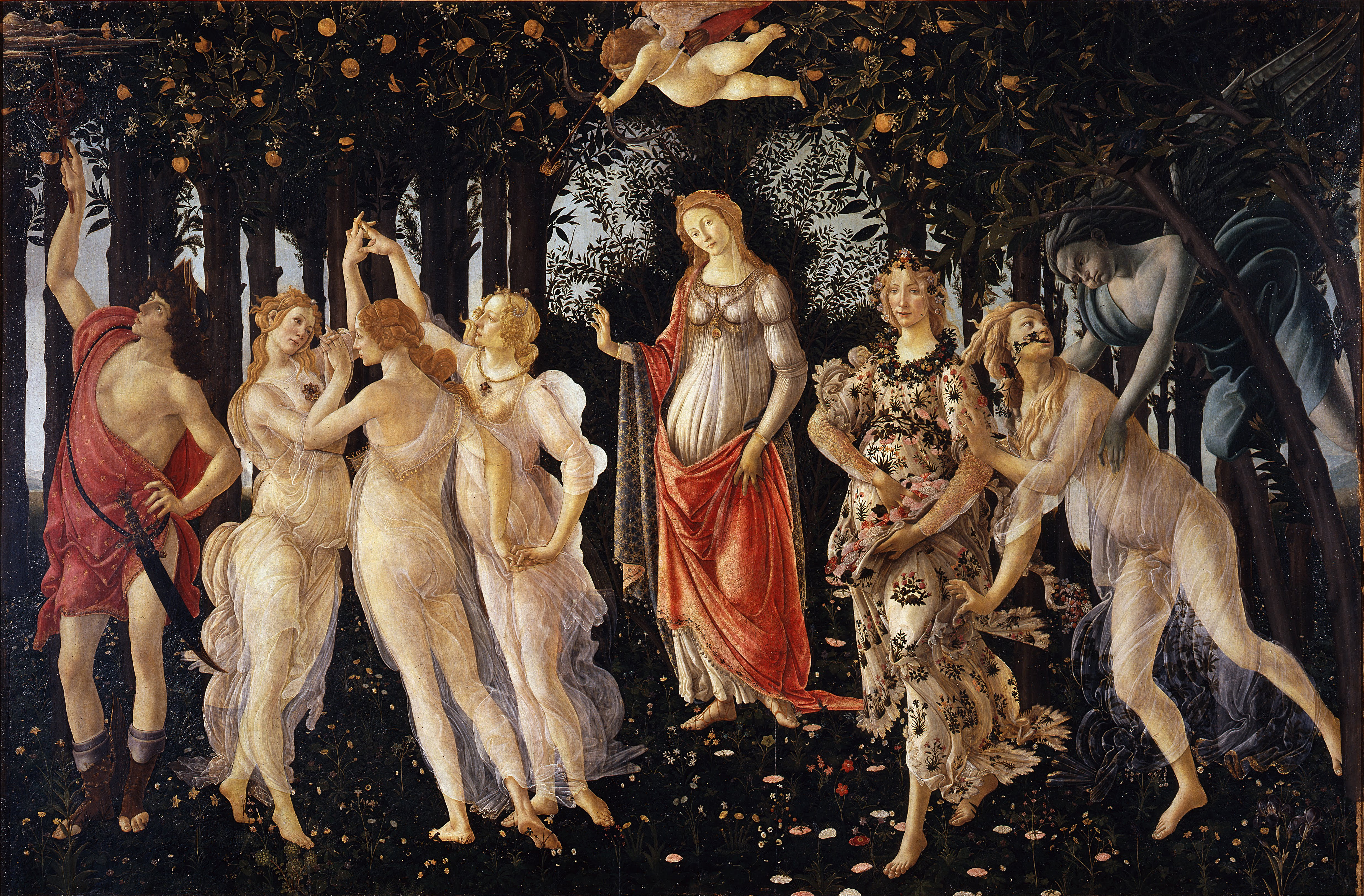
Våren (cirka 1482). Galleria degli Uffizi, Florens.
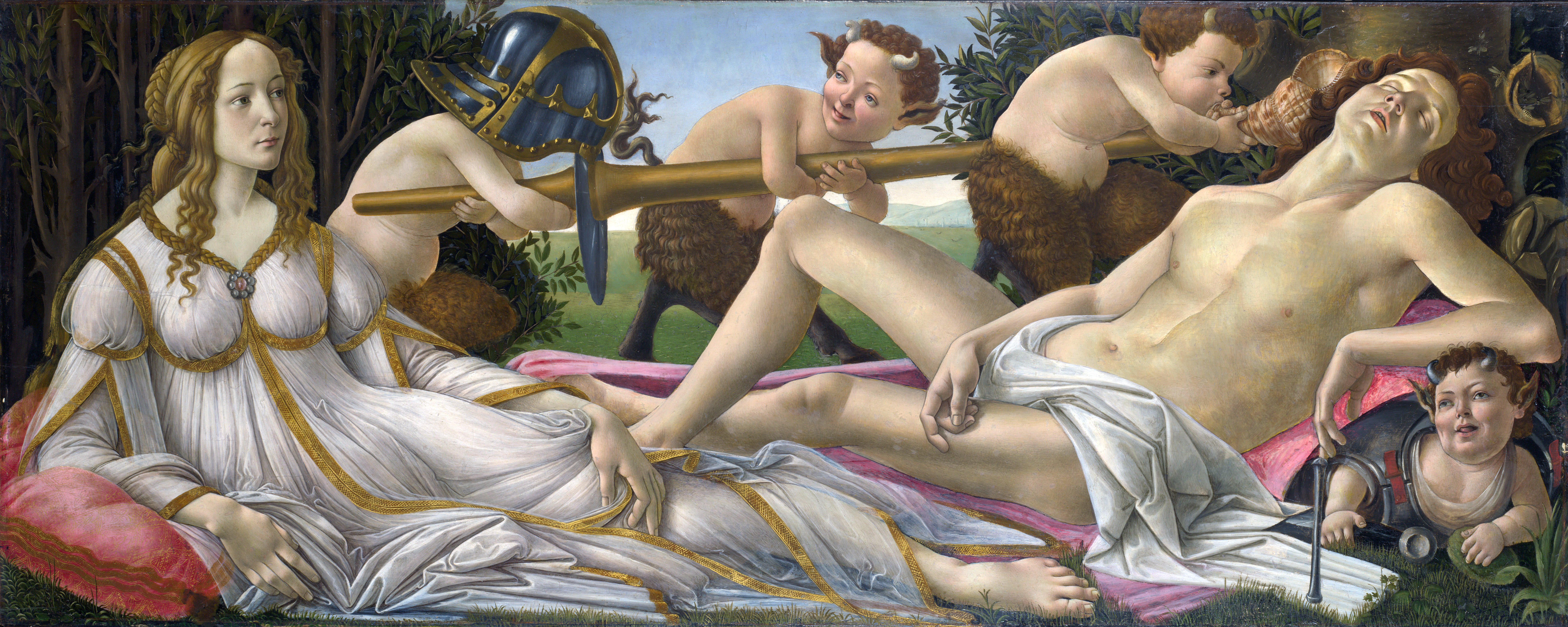
Venus och Mars (cirka 1485), National Gallery.
Venus födelse (cirka 1485). Galleria degli Uffizi

## Verk i urval
- Porträtt av Giuliano de' Medici (1477)
- Upproret mot Mose lag (1482)
- Konungarnas tillbedjan (1482)
- Våren (La Primavera) (1482)
- Pallas och kentauren (1482)
- Venus och Mars (1483)
- Madonna del Libro (1483)
- Idealporträtt av en kvinna (1490–1495)
- Venus födelse (1485)
- Bebådelsen (1490)
- Förtalet av Apelles (1494–1495)
- Porträtt av Dante (1495)
- Den mystiska födelsen (1501)